# 피아노 소나타 1번 (슈만)
피아노 소나타 1번 F♯ 단조 Op. 11은 1833년부터 1835년까지 로베르트 슈만이 작곡했다. 그는 익명으로 "플로레스탄과 유세비우스가 클라라에게 헌정한 피아노 포르테 소나타"로 출판했다.
Eric Frederick Jensen은 소나타를 독특한 구조로 인해 슈만 피아노 소나타 중 '가장 비관습적이고 가장 흥미로운' 것으로 묘사한다. Aria는 그의 초기 Lied 설정인 "An Anna" 또는 "Nicht im Thale"를 기반으로 한다.

네 가지 악장은 다음과 같다.
1. Un poco adagio - Allegro vivace (F♯ minor)
2. Aria: Senza passione, ma espressivo (A major)
3. Scherzo: Allegrissimo (F♯ minor) – Intermezzo: Lento. Alla burla, ma pomposo (D major) – Tempo I
4. Finale: Allegro un poco maestoso (F♯ minor, ending in the tonic major)